# 坂本佳子
坂本 佳子（さかもと よしこ、1985年12月31日 - ）は、青森朝日放送報道制作局報道部 副部長　元アナウンサー。

## 来歴
北海道北斗市出身。北星学園大学文学部英文学科4年の時に、2007年の「ミスさっぽろ」に選ばれる。
入社2年目となった2009年秋から地上デジタル放送推進大使の任を引き継いだ。
2010年1月10日放送の『パネルクイズ アタック25』の女性アナウンサー大会で、鈴木理香子とペアで出場した。
2011年公開の映画『トランスフォーマー/ダークサイド・ムーン』（監督マイケル・ベイ、配給パラマウント映画）では、女性補佐官の日本語吹き替えを担当した。
2016年4月18日放送の『Qさま!! 第1回全国頭のいい女子アナ決めちゃうぞ!No.1決定戦』に出場し、優勝を果たした。
2017年4月、アナウンス責任者に就任。以後、全放送局で最年少の責任者である。
2024年4月、青森朝日放送 報道制作局 報道部 副部長に就任
2025年3月、ABAアナウンサーを卒業。以降は記者として、働いている。

## 担当番組
現在担当番組なし
- ABAニュース・天気予報（平日昼・土日夕方）
- ハレのちあした 16時台MC（2023年4月-2025年3月）2023年度は月〜水　2024年度は月〜火担当
- スーパーJチャンネルABA（-2023年3月）
- 夢はここから生放送 ハッピィ
- 夢はここから深夜放送 ラッキー（2015年4月-2023年3月）
- 朝だ!生です旅サラダ（青森中継担当）
- ひるまにあん（青森担当、2009年4月 - 2010年3月）
- ワンポチッ（2009年10月 - 2010年3月、隔週）
- フレッシュインフォメーション
- るくなす（青森担当、2008年9月 - 2009年3月）
- ニジドキ!（2010年10月から隔週MC→2011年4月から中継リポーター、2012年3月まで）
- シュワっと爽快バラエティー まるっと!→○っと！（2011年4月 - 2015年3月）